# Крейн, Томас
Томас Крейн (1808–1859) — английский художник-портретист.

## Биография
Крейн родился в Честере в 1808 году в семье продавца книг. В 1824 году отправился в Лондон, чтобы учиться в школе Королевской академии художеств. Крейн впервые выставлялся в Ливерпульской академии искусств в 1832 году. В 1835 году он был избран ассоциированным членом Академии, а в 1838 году — её действительным членом. В следующем году женился и вернулся в Лондон. Переехал в Ливерпуль, где в 1841 году стал казначеем Академии. В 1857 году вернулся в Лондон, где умер в июле 1859 года.
Дочь Крейна, Люси, стала писательницей и искусствоведом, а его старший сын, которого также звали Томас, стал иллюстратором. Его второй сын, Уолтер Крейн, также стал иллюстратором.